# Autorità di bacino del fiume Arno
L'Autorità di bacino del fiume Arno è una delle Autorità istituite a seguito dell'art. 13 della legge del 18 maggio 1989, n. 183 che gestisce il bacino idrografico dell'omonimo fiume. 
Il territorio gestito dall'ente è suddiviso fra 166 comuni appartenenti a Toscana e ad alcuni dell'Umbria.
La sede amministrativa è a Firenze.